# لكولوك
لكولوك هي كبسولة كوميدية مغربية من إخراج أمير الرواني سنة 2021، وبطولة كل من هيثم مفتاح، وأسامة رمزي، ومحمد فاتح. عرضت السلسلة طيلة شهر رمضان 2021 على القناة الثانية.

## القصة
منصف وحمزة طالبان جامعيان يعيشان في منزل مشترك. يومياتهم مليئة بالصراعات المضحكة. يدخلون في العديد من المشاكل ويخوضون العديد من المغامرات التي تعرض واقع تجربة الشباب وأولياء الأمور في المجتمع.

## طاقم التمثيل

### أدوار رئيسية
| الممثل     | الدور |
| ---------- | ----- |
| هيثم مفتاح | منصف  |
| أسامة رمزي | حمزة  |
| محمد فاتح  | غازي  |

## وصلات خارجية
- لكولوك على موقع IMDb (الإنجليزية)
- لكولوك على موقع قاعدة بيانات الأفلام العربية
- لكولوك على موقع قاعدة بيانات الفيلم (الإنجليزية)